# Charles Dupuy (architecte)
Pour les articles homonymes, voir Charles Dupuis, Dupuis (homonymie) et Dupuy.
Charles Dupuy, né le 10 septembre 1848 dans l'ancien 4e arrondissement de Paris et mort le 13 mai 1925 dans le 16e arrondissement de Paris, est un architecte diocésain. Il est principalement connus pour avoir été l'architecte de la Banque de France ainsi que de l'église de Pontonx-sur-l'Adour et de Sainte-Marie-Madeleine de Hagetmau.

## Biographie
Charles Armand Clément Dupuy naît le 10 septembre 1848 dans l'ancien 4e arrondissement de Paris. Il est le fils d'Adolphe Jean Dupuy et de Léonie Charlotte Lermillier.
Il est l'élève de Charles Albrizo et de Louis-Jules André.
Durant sa vie il fut architecte du 6e arrondissement de Paris entre 1875 et 1878 ainsi que du 16e arrondissement de Paris entre 1886 et 1913. Par après, il deviendra architecte diocésain. De 1872 à 1882 il sera l'architecte principal de la Banque de France il y construira les succursales à Beauvais, Meaux, Mende, Troyes, Belfort et de Cahors ainsi que l'agrandissement de celles de Bayonne, Tarbes, Chambéry, Chaumont, Saint-Quentin et de la Rochelle.  En 1879 il édifiera l'Église Sainte-Eugénie de Pontonx-sur-l'Adour, il est également l'auteur des plans de l'Église paroissiale Sainte-Marie-Madeleine à Hagetmau.
Il décède le 13 mai 1925.

## Œuvres
- L'église Sainte-Eugénie de Pontonx-sur-l'Adour édifié en 1879[4].
- L'église Sainte-Marie-Madeleine de Hagetmau[5].
- La Banque de France ainsi que ses succursales[6],[3]
- Deux écoles, une à Palaiseau et à Verrières-le-Buisson[6]
- Des immeubles 9, rue Jacquemont et 153, avenue de Versailles[7]

## Distinctions
- Chevalier de la Légion d'honneur (12 juillet 1924)[8]
- Officier de l'ordre des Palmes académiques (31 décembre 1889)[7]